# 村上拓
村上 拓（むらかみ たく）は、日本の撮影監督。

## 主な撮影作品

### 映画
- 金髪の草原 （2000年／犬童一心監督）
- Jam Films 2『CLEAN ROOM』（2004年／高橋栄樹監督） - オムニバス
- 純喫茶磯辺 （2008年／吉田恵輔監督）
- コネコノキモチ （2011年／高橋栄樹監督）
- DOCUMENTARY of AKB48 Show must go on 少女たちは傷つきながら、夢を見る （2012年／高橋栄樹監督）
- DOCUMENTARY of AKB48 No flower without rain 少女たちは涙の後に何を見る? （2013年／高橋栄樹監督）